# روبرت نوردستروم
روبرت نوردستروم (سوئدی: Robert Nordström؛ زادهٔ ۱۵ ژوئیهٔ ۱۹۶۳) فیلم‌بردار اهل فنلاند و سوئد است.
از فیلم‌ها یا برنامه‌های تلویزیونی که وی در آن نقش داشته است، می‌توان حادثه قریب‌الوقوع اشاره کرد.